# Ferrovia Novara-Alessandria
La ferrovia Novara-Alessandria è una linea ferroviaria italiana di proprietà statale che collega la città di Novara a quella di Alessandria.
La gestione dell'infrastruttura e degli impianti ferroviari è affidata a RFI SpA, società del gruppo Ferrovie dello Stato, che qualifica la linea come complementare.

## Storia
| Tratta              | Inaugurazione |
| ------------------- | ------------- |
| Alessandria-Mortara | 5 giugno 1854 |
| Mortara-Novara      | 3 luglio 1854 |

La storia della ferrovia Novara-Alessandria si intreccia con quella della linea Arona-Novara: il progetto di una strada ferrata tra Alessandria, Novara e il Lago Maggiore fu concepito infatti nel periodo di massimo fervore costruttivo da parte del Regno di Sardegna che sotto il Ministero Cavour realizzò in poco tempo la linea tra Torino e Genova e quella dalla capitale piemontese a Cuneo. La linea stessa fu pensata come lunga diramazione della Torino-Genova allo scopo di migliorare i collegamenti fra il porto ligure e la Svizzera in concorrenza alla via naturale, di tipo fluviale, garantita dal Ticino.
Le Regie Patenti del 1845, con le quali si posero le basi per la costruzione delle strade ferrate degli Stati Sardi, avevano stabilito la possibilità di una linea che si diramasse dalla stazione di Alessandria per giungere in riva al Lago Maggiore passando per Novara. I lavori, di competenza della compagnia statale, iniziarono sul finire degli anni quaranta e procedettero a rilento, in quanto il Piemonte attese per molto tempo una risposta dai cantoni svizzeri per quanto riguardava la costruzione di una galleria sotto il passo del Lucomagno. Da essa sarebbero dipese le future decisioni sull'attestamento della strada ferrata presso il porto di Arona o su un collegamento alternativo diretto a Locarno. Nel 1853, in mancanza di certezze sullo sviluppo della rete svizzera, si optò per terminare la linea presso la città lacuale novarese e di organizzare dei traghetti con la località svizzera.

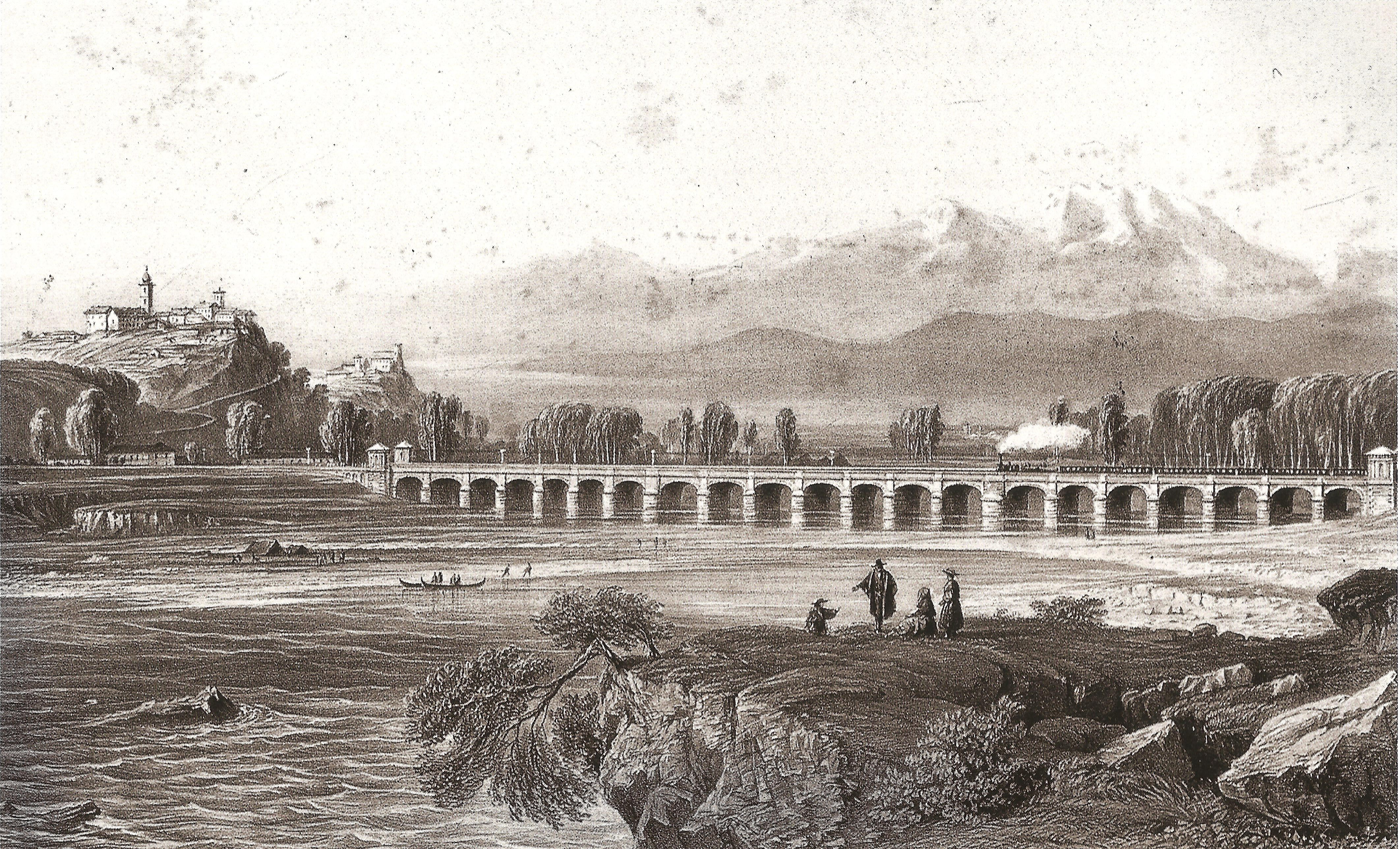
Ponte ferroviario sul Po presso Valenza

La linea Novara-Alessandria fu aperta nel 1854: il 5 giugno fu la volta del tratto tra stazione di Alessandria e Mortara, mentre Novara fu raggiunta il mese successivo (3 luglio). La linea fino ad Arona fu aperta il 14 giugno 1855.
L'intera linea Alessandria-Novara-Arona fu inaugurata la successiva domenica del 17 giugno, alla presenza di Cavour, Rattazzi, Durando e Paleocapa. Il re Vittorio Emanuele II, in lutto per la morte del figlio ultimogenito, inviò in sua rappresentanza il Principe di Carignano. Il quella giornata, le acque del lago in piena lambivano la ferrovia.
Nel 1859 per la prima volta nella storia una ferrovia venne utilizzata in un'operazione militare: proprio la Alessandria-Novara servì infatti per il celere trasporto delle truppe piemontesi fra Casale e Novara, cogliendo di sorpresa le truppe austriache.
Con la legge 14 maggio 1865, n. 2279, la proprietà delle linee delle Ferrovie dello Stato piemontese fu ceduta alla Società per le Ferrovie dell'Alta Italia (SFAI) del gruppo Südbahn. Dieci anni dopo, con il riscatto delle linee di proprietà SFAI stabilito dagli accordi di Basilea, la linea ritornò di proprietà dello Stato italiano, mentre l'esercizio rimase affidato a titolo provvisorio alla società ferroviaria privata. Le Convenzioni del 1885 risolsero la situazione provvisoria riunendo le linee statali ad ovest di Milano all'interno della Rete Mediterranea, affidata in concessione sessantennale alla Società per le Strade Ferrate del Mediterraneo.
A seguito della statizzazione delle ferrovie (1905) la linea fu poi esercita dalle Ferrovie dello Stato. Il 2 aprile 1909 venne attivato il raddoppio del binario fra Mortara e Novara.
L'elettrificazione, a corrente continua e alla tensione di 3 kV, venne attivata il 2 maggio 1960. L'elettrificazione della linea, parte dell'itinerario dalla Svizzera al porto di Genova, venne decisa da una convenzione italo-elvetica per il potenziamento delle linee internazionali stipulata nel 1955.

## Caratteristiche
La linea è una ferrovia a doppio binario. Lo scartamento ferroviario adottato è quello ordinario da 1435 mm.
La linea è elettrificata con tensione da 3000 V in corrente continua.

### Percorso
| Continuation backward |

| Unknown route-map component "CONTgq" | Unknown route-map component "ABZg+lr" | Unknown route-map component "CONTfq" |

| Station on track |

|  | Unknown route-map component "ABZgl" | Unknown route-map component "CONTfq" |

| Stop on track |

| Station on track |

| Station on track |

| Straight track + Unknown route-map component "GRZq" |

| Stop on track |

| Unknown route-map component "CONTgq" | Unknown route-map component "ABZg+lr" | Unknown route-map component "CONTfq" |

| Station on track |

| Unknown route-map component "CONTgq" | Unknown route-map component "ABZglr" | Unknown route-map component "CONTfq" |

| Stop on track |

| Small bridge over water |

| Station on track |

| Stop on track |

|  | Unknown route-map component "ABZg+l" | Unknown route-map component "CONTfq" |

| Station on track |

| Unknown route-map component "hKRZWae" |

| Unknown route-map component "eHST" |

| Unknown route-map component "CONTgq" | Unknown route-map component "ABZg+r" |  |

| Station on track |

| Unknown route-map component "tSTRa" |

| Unknown route-map component "tSTRe" |

| Stop on track |

| Unknown route-map component "SKRZ-Au" |

| Unknown route-map component "CONTgq" | Unknown route-map component "ABZg+r" |  |

| 0+000  |
| 88+522 |

| Unknown route-map component "hKRZWae" |

| Unknown route-map component "CONTgq" | Unknown route-map component "ABZgr" |  |

| Station on track |

| Unknown route-map component "CONTgq" | Unknown route-map component "ABZglr" | Unknown route-map component "CONTfq" |

| Continuation forward |

## Traffico
Dal punto di vista del servizio passeggeri, la linea è servita da coppie di corse di tipo regionale di Trenord per le relazioni Alessandria-Milano Porta Genova, di Trenitalia per le relazioni Alessandria-Novara e viceversa.